# Five Nights at Freddy's 2 (filme)
Five Nights at Freddy's 2 é um futuro filme norte-americano de terror sobrenatural dirigido por Emma Tammi. Sequência de Five Nights at Freddy's (2023), o filme é baseado na franquia de jogos eletrônicos Five Nights at Freddy's, criada por Scott Cawthon. O elenco inclui Josh Hutcherson, Elizabeth Lail, Piper Rubio e Matthew Lillard, todos reprisando seus papéis do primeiro filme.
Scott Cawthon mencionou em agosto de 2018 que poderia haver um segundo filme de Five Nights at Freddy's, baseado nos eventos do segundo jogo, caso o primeiro filme fosse bem-sucedido. Josh Hutcherson revelou o desenvolvimento da sequência em janeiro de 2024, com a Blumhouse Productions, de Jason Blum, confirmando oficialmente o projeto três meses depois. As filmagens principais começaram em novembro de 2024. Além disso, um terceiro filme da franquia também foi confirmado por Scott Cawthon.
Five Nights at Freddy's 2 está previsto para ser lançado nos Estados Unidos pela Universal Pictures em 5 de dezembro de 2025.

## Elenco
Elenco adaptado de AdoroCinema.
- Josh Hutcherson como Mike Schmidt, um ex-guarda de segurança da Freddy Fazbear's Pizza.
- Elizabeth Lail como Vanessa Shelly, uma policial local e filha de William Afton.
- Piper Rubio como Abby Schmidt, a irmã mais nova de Mike.
- Matthew Lillard como William Afton, um assassino em série e pai de Vanessa.

## Produção

### Desenvolvimento
Em agosto de 2018, Scott Cawthon afirmou que, se o primeiro filme fosse bem-sucedido, poderia haver um segundo filme seguindo os eventos do segundo jogo. A sequência foi revelada em desenvolvimento por Josh Hutcherson, o ator que interpretou Mike Schmidt no filme anterior, em janeiro de 2024. Em abril de 2024, a Blumhouse Productions, de Jason Blum, confirmou oficialmente a sequência, anunciando também que a Jim Henson's Creature Shop(en) retornaria para projetar os animatrônicos do filme. Em outubro de 2024, foi confirmado que Josh Hutcherson, Elizabeth Lail, Piper Rubio e Matthew Lillard reprisariam seus papéis, com este último tendo assinado um contrato para três filmes com os estúdios.

### Filmagens
As filmagens principais estavam previstas para começar no final de outubro de 2024. No New York Comic Con(en), em 17 de outubro, Matthew Lillard declarou que as gravações começariam em "10 dias", indicando a data específica de 27 de outubro. As filmagens começaram em novembro de 2024 e foram concluídas em fevereiro de 2025.

### Marketing
Nos dias que antecederam o décimo aniversário da série de jogos, em agosto de 2024, Scott Cawthon divulgou imagens dos novos animatrônicos sendo desenvolvidos na Jim Henson's Creature Shop, além de uma página do roteiro e três páginas falsas em sua conta no X (Twitter), ScottGames. Um pôster teaser do filme foi lançado em outubro de 2024.

## Lançamento
Five Nights at Freddy's 2 está programado para ser lançado nos Estados Unidos em 5 de dezembro de 2025. Já no Brasil e em Portugal, o filme estreará um dia antes, em 4 de dezembro.